# 60e division de fusiliers de montagne
Pour les articles homonymes, voir 60e division.
La 60e division de fusiliers de montagne (russe : 60-я горнострелковая дивизия) est une division d'infanterie spécialisée de l'Armée rouge pendant la Seconde Guerre mondiale
Elle est créée en 1936 sous le nom de 60e division de fusiliers caucasienne à partir de la 2e division de fusiliers caucasienne formée en 1922, peu après la guerre civile russe. À l'automne 1941, elle est transformée en division de fusiliers de montagne. Au moment de l'invasion allemande le 22 juin 1941, elle est dans les contreforts des Carpates, près de la frontière avec la Hongrie, au sein du 17e corps de fusiliers de la 12e armée du district militaire spécial de Kiev. Si la division n'est pas attaquée par les principales forces allemandes dans les premiers jours, son manque presque total de camions et sa pénurie de chevaux rendent difficile la retraite vers l'est. Elle est bientôt transférée avec le 17e corps à la nouvelle 18e armée du front du Sud, mais revient à la 12e armée à la mi-juillet. Sous ce commandement, elle se replie à travers l'ouest de l'Ukraine jusqu'en août lorsqu'elle s'est retrouvée encerclée dans la poche d'Ouman où presque tous les restes de la division sont détruits. La 60e division de fusiliers de montagne est finalement officiellement dissoute le 19 septembre 1941.

## Historique

### Formation de la2epuis60edivisioncaucasienne
La 2e division de fusiliers caucasienne est créée le 8 juin 1922 à partir de la 4e brigade de fusiliers caucasienne distincte, nommée en l'honneur d'A. K. Stepine (pl). Cette brigade est issue de la 14e division de fusiliers (ru) dissoute en septembre 1921 après avoir combattu pendant la guerre civile.
La division fait partie de l'armée distincte du Caucase. Elle reçoit l'ordre du Drapeau rouge révolutionnaire le 23 février 1928, qui s'ajoute à celui reçu par la 14e division de fusiliers en 1919. En avril-mai 1932, elle rejoint le district militaire ukrainien (renommé district militaire de Kiev en 1935).
La division est renommée 60e division de fusiliers caucasienne, deux fois du Drapeau rouge, nommée en l'honneur d'A. K. Stepine, par ordre du district militaire de Kiev datée du 30 juin 1936,.
En septembre 1939, la division est affectée à la 5e armée lors de l'invasion soviétique de la Pologne.
La division participe également à la guerre d'hiver début 1940. La division est envoyée renforcer la 8e armée puis affectée au 56e corps de la 15e armée à la création de cette dernière le 14 février. Elle arrive en ordre dispersée, avec des soldats rassemblés de différentes sous-unités. Selon les retours soviétiques, la division ne compte, en plus du 83e régiment d'obusiers d'artillerie, qu'un seul régiment de fusiliers, le 194e. Il est engagé autour de Uomaa (Carélie) en ordre dispersé, par compagnies ou par sections.
Le 24 avril 1940, le Kombrig (en) Markis Salikhov (ru), ancien commandant adjoint de la division, reçoit le commandement de la 60e division de fusiliers, et est promu au grade de général-major le 4 juin de la même année.

### Transformation en division de montagne
La 60e division de fusiliers est officiellement convertie le 24 avril 1941 selon le chtat ( tableau d'effectifs et de dotation) d'avant-guerre des divisions de fusiliers de montagne, qui nécessitait entre autres la formation d'un quatrième régiment de fusiliers, :
- 196e régiment de fusiliers de montagne
- 224e régiment de fusiliers de montagne
- 350e régiment de fusiliers de montagne
- 358e régiment de fusiliers de montagne
- 54e régiment d'artillerie
- 83e régiment d'obusiers d'artillerie
- 275e groupe antichar
- 84e groupe antiaérien
- 52e escadron de cavalerie
- 76e bataillon de sapeurs
- 85e bataillon de transmissions
- 39e bataillon du parc d'artillerie
- 46e bataillon médical/sanitaire
- 90e compagnie de défense chimique
- 51e bataillon de transport motorisé
- 406e compagnie de transport automobile
- 75e boulangerie de campagne (motorisée)
- 167e poste de campagne
- 401e bureau de campagne de la Gosbank

La 60e division est l'une des six divisions de fusiliers converties en divisions de montagne en Ukraine fin 1940/début 1941 ; comme les autres, il n'a reçu que peu ou pas de formation ou d'équipement spécialisé avant le début de l'invasion. A cette époque, elle compte 8 313 officiers et hommes avec 7 742 fusils à verrou et carabines, 349 fusils semi-automatiques, 939 pistolets-mitrailleurs, 357 mitrailleuses légères, 209 mitrailleuses lourdes, huit canons antichar de 45 mm, 32 canons (en) et obusiers (en) de 76 mm, 24 obusiers de 122 mm (en) et 120 mortiers. Même si elle dispose, sur le papier, d'un bataillon et d'une compagnie automobiles, elle ne possède en réalité que 10 camions et un tracteur, plus 2 280 chevaux ; la division devait mobiliser le reste à partir de l'économie civile

### Opérations de combat
Au déclenchement de l'invasion allemande, la division, toujours commandée par Salikhov, fait partie du 17e corps de fusiliers (60e et 96e (ru) divisions de montagne et 164e division de fusiliers (ru)) de la 12e armée du district militaire de Kiev (renommé front du Sud-Ouest le 22 juin). Le 25 juin, la division est transférée avec son corps à la 18e armée qui est en cours de formation au sein du front du Sud (ancien district militaire d'Odessa). Début juillet, le 17e corps fait principalement face au 8e corps d'armée hongrois et, le 11 juillet, il a été repoussé à l'est de Kamianets-Podilski. Plus tard ce mois-là, la 60e division est détachée du Corps et retourne à la 12e armée où elle passe sous le commandement du 13e corps de fusiliers. Le 23 juillet, elle combat au sud de Lypovets contre la 97e division d'infanterie légère allemande, avant de se replier aux abords sud d'Ouman à la fin du mois. Le 29 juillet, le général Salikhov est relevé de ses fonctions et traduit en cour martiale. Il est remplacé par le colonel Boris Alekseevich Sorokine[réf. souhaitée].
À cette date, les 12e et 6e armées soviétiques sont encerclées dans la poche d'Ouman. Les tentatives d'évasion, notamment les 6 et 7 août, permettent à des individus et à de petits groupes de s'échapper du chaudron, mais en dehors de ces restes, la 60e division de montagne est détruite et ne figure plus sur l'ordre de bataille soviétique à la fin du mois, même si elle n'est pas officiellement dissoute avant le 19 septembre.